# 小田急50000型電聯車
小田急50000型電聯車（日语：／ Odakyū 50000-gata densha */?）是自2005年之後，小田急電鐵（小田急）使用的特急型車輛（快）。
該車型被定為小田急的主力車型，投入使用的目的是爲了替換前往箱根方向的特急羅曼史號列車10000型（HiSE車），同時也有提高箱根的魅力及提升小田急羅曼史號品牌形象的目的。列車的設計進行了全面革新，採用了諸多最新技術，還使用了許多過去小田急曾進行試驗但未能應用的技術。列車的昵稱是 "Vault Super Express" （簡稱「VSE」）、2005年，獲得照明学會「照明普及賞優秀設施賞」，同年獲得日本產業設計振興會的「最佳設計獎」，2006年獲得鐵道友之會的「藍絲帶獎」，2006年獲得香港設計中心的「亞洲設計大賞」，2007年獲得德國漢諾威工業設計協會的iF product design award 2007獎。

## 登場經緯
小田急自1996年之後曾導入EXE列車作為特急列車使用，但EXE車並未帶有之前堪稱小田急羅曼史號特點的展望席和連接構造。此外，箱根特急在2003年的直通乘客数有約300萬人，和1987年的550万人相比，減少了多達約45%。前往箱根的觀光客自1991年以來雖然也逐年減少，但觀光客全体的減少率約在15%以下，箱根特急的乘客減少幅度大於箱根觀光客數的減少程度。而EXE車未設有「小田急羅曼史號的象徵」展望席被認為是導致乘客數減少的原因之一。
與此同時，設有車頭展望席的特急列車HiSE車進入了更新換代期，因HiSE車使用高床構造，較難進行無障礙改造。因此，小田急決定不對HiSE車進行更新，開發新型特急列車。新型特急列車以「設置前面展望席」和「採用關節式轉向架」為前提條件設計，邀請岡部憲明設計列車。這是岡部首次設計鐵道列車。

## 車輛概說
VSE車為10輛連接固定編成，形式上先頭車是制御電動車、中間車是電動車，形式均為デハ50000型。